# Paul Ziesche
Paul Ziesche (* 9. Februar 1933 in Eisenach; † 29. November 2022 in Dresden) war ein deutscher Physiker und Hochschullehrer, der sich schwerpunktmäßig mit der als Drude-Theorie bekannten Elektronentheorie der Metalle befasste und über mehrere Jahre an der Technischen Universität Dresden ein internationales Symposium über die Elektronenstruktur von Metallen und Legierungen abhielt. Darüber hinaus war er Herausgeber der deutschsprachigen Ausgabe des zehnbändigen Standardwerkes Lehrbuch der theoretischen Physik der sowjetischen Physiker Lew Landau und Jewgeni Lifschitz.

## Leben
Ziesche absolvierte nach dem Abitur ein Studium der Physik. Am 11. April 1963 erfolgte an der Fakultät für Mathematik und Naturwissenschaften der TU Dresden seine Promotion zum Dr. rer. nat. mit einer Dissertation zum Thema Untersuchungen am Elektronengas und an ähnlichen Systemen. Im Anschluss war er Mitarbeiter der Abteilung für Theoretische Physik des Pädagogischen Instituts „Karl Friedrich Wilhelm Wander“ in Dresden.
Nach seiner Habilitation an der TU Dresden am 11. Mai 1967 mit einer Habilitationsschrift zum Thema Anwendungen funktionaler Methoden in der statistischen Mechanik und in der Quantenfeldtheorie übernahm er selbst eine Professur für Physik an der Technischen Universität Dresden. Er zählte neben Helmut Eschrig, Wolfgang Pompe und Gerd Röpke zu einer Gruppe jüngerer Physiker um Wilhelm Macke, dem Begründer der dort ansässigen Schule für Statistische Physik.
Neben seiner Lehrtätigkeit befasste er sich schwerpunktmäßig mit der nach Paul Drude benannten Drude-Theorie zur Elektronentheorie der Metalle, aber auch mit Fragen zu Festkörpern, Störstellen und zur Thermodynamik. Daneben hielt er mehrere Jahre an der Technischen Universität Dresden (TU Dresden) ein internationales Symposium über die Elektronenstruktur von Metallen und Legierungen ab und veröffentlichte die dort erzielten Ergebnisse in Konferenzberichten ("Proceedings").
Ziesche, der auch am Max-Planck-Institut für Physik komplexer Systeme in Dresden arbeitete, war ferner Herausgeber der deutschsprachigen Ausgabe des zehnbändigen Standardwerkes Lehrbuch der theoretischen Physik der sowjetischen Physiker Lew Dawidowitsch Landau und Jewgeni Michailowitsch Lifschitz.

## Veröffentlichungen
- Untersuchungen am Elektronengas und an ähnlichen Systemen, Dissertation, TU Dresden 1963
- Das allgemeine Exponential-Verbundgraphentheorem. In: Comm. Math. Phys. Band 5, Nr. 4, 1967, S. 301–316 (projecteuclid.org).
- Anwendungen funktionaler Methoden in der statistischen Mechanik und in der Quantenfeldtheorie, Habilitation, TU Dresden 1967
- Proceedings of the 11th Annual International Symposium on Electronic Structure of Metals and Alloys, Herausgeber, Dresden 1981
- Proceedings of the 13th Annual International Symposium on Electronic Structure of Metals and Alloys, Herausgeber, Dresden 1983
- Ergebnisse in der Elektronentheorie der Metalle : Methoden, ideale und gestörte Kristalle, Messgrössen, Mitherausgeber Gerd Lehmann, Dresden 1983
- Elektronische Eigenschaften von Metallen, Mitautor Gerd Lehmann, Berlin 1984
- Proceedings of the 16th Annual International Symposium on Electronic Structure of Metals and Alloys, Herausgeber, Dresden 1986
- Multiple scattering theory of point defects in metals: electronic properties, Mitautoren Ingrid Mertig und Eberhard Mrosan, Leipzig 1987, ISBN 3-322-00440-6
- Proceedings of the 19th International Symposium on Electronic Structure of Solids, Herausgeber, Dresden 1989, ISBN 3-86005-082-6
- Electronic structure of solids '91: Proceedings of the 75. WE-Heraeus-Seminar and 21st Annual International Symposium on Electronic Structure of Solids, Herausgeber, Berlin 1991, ISBN 3-05-501504-5

Übersetzungen/Bearbeitungen in deutscher Sprache
- Lehrbuch der theoretischen Physik, Autoren Lew Dawidowitsch Landau und Jewgeni Michailowitsch Lifschitz, 10 Bänden, Frankfurt am Main 1997 u. a., ISBN 3-8171-1336-6
- Was ist Temperatur? Begriff, Geschichte, Labor und Kosmos, Autor Jakow Abramowitsch Smorodinski, Frankfurt am Main 2000, ISBN 3-8171-1403-6